# Понтеба
Понтѐба (на италиански: Dicomano; на фриулски: Pontêbe, Понтебе, на немски: Pontafel, Понтафел, на словенски: Tablja, Табля) е село и община в Северна Италия, провинция Удине, автономен регион Фриули-Венеция Джулия. Разположено е на 162 m надморска височина. Населението на общината е 15 777 души (към 2010 г.).
В общинската територия се говорят и италианският и фриулският и немският и словенският език и всички имат официален статус на общинско ниво.